# الکساندر گرادسکی
الکساندر گرادسکی (روسی: Алекса́ндр Гра́дский؛ زادهٔ ۳ نوامبر ۱۹۴۹) موسیقی‌دان، خواننده، ترانه‌سرا و معلمِ آواز یهودی‌تبار اهل روسیه است.
او یکی از نخستین هنرمندان سبک راک در کشور روسیه است و تا کنون ۲ اپرا در سبک راک و تعدادی آریای راک ساخته است.
از فیلم‌ها یا مجموعه‌های تلویزیونی که وی در آن‌ها نقش داشته است می‌توان به زندانی شتو دیف اشاره نمود.
وی تاکنون، بابت فعالیت‌های هنری‌اش، برنده جوایز گوناگونی همچون هنرمند مردمی روسیه شده است.